# Shibu Soren
Shibu Soren (Guruji), född 11 januari 1944 i byn Nemra i distriktet Hazaribag i dåvarande Bihar (i nuvarande Jharkhand), död 4 augusti 2025 i Delhi, var en indisk politiker som var partiledare för Jharkhand Mukti Morcha. Han var minister för kolenergi i Manmohan Singhs indiska regering från maj 2004, men avgick redan 24 juli samma år, sedan en arresteringsorder utfärdats mot honom i ett mål som rör mordet på elva personer i Chirrudih för 30 år sedan. Han var ledamot av Lok Sabha för valkretsen Dumka i Jharkhand sedan 1989. Soren var även chefsminister i Jharkhand i olika omgångar.  
Shibu Soren arbetade först på sina föräldrars jordbruk och inledde sin politiska karriär under tidigt 1970-tal, när han blev ledande bland stamfolken i sitt område. Den 23 januari 1975 påstås han ha anfört en mobb som attackerade den muslimska byn Chirrudih i Jamtaradistriktet i en kampanj för att driva bort "utbölingarna" (diku), en term som då användes om icke-stamfolk. Tio personer, varav nio muslimer, omkom vid attacken. Shibu Soren delgavs senare tillsammans med 68 andra personer misstanke om mord. Den första arresteringsordern mot honom utfärdades 1986.